# Vom Schwaben, der das Leberlein gefressen

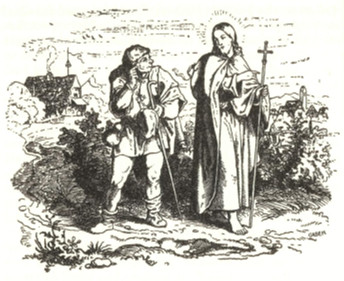
Holzschnitt, Ludwig Richter

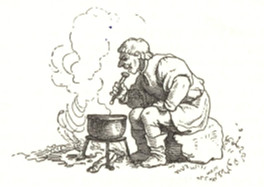
Holzschnitt, Ludwig Richter

Vom Schwaben, der das Leberlein gefressen ist ein Märchen (AaTh 785). Es steht in Ludwig Bechsteins Deutsches Märchenbuch an Stelle 3 (1845 Nr. 4) und stammt aus Martin Montanus’ Wegkürzer von 1557 (Nr. 6: Von einem Schwaben, der das leberlein gefressen).

## Inhalt
Ein Schwabe begleitet Gott auf seiner Wanderung. Gott besucht ein Begräbnis, der Schwabe eine Hochzeit, prahlt mit dem verdienten Kreuzer, aber Gott hat den Toten erweckt und hundert Gulden bekommen. Da ist der Schwabe dafür, alles zu teilen. Beim Kochen isst er die Leber weg und behauptet dann, das Lamm habe keine gehabt. Das nächste Mal will er den Toten erwecken, lässt sich von Gott den Segen sagen, aber es geht nicht und er soll gehängt werden. Gott will sein Geständnis, dass er die Leber aß, ehe er den Toten heilt, tut es aber auch so, als der Schwabe es einfach nicht zugibt. Dann trennt er sich von ihm. Er teilt ihr Geld in drei Teile, einer für den, der die Leber aß – da war es der Schwabe.

## Sprache
Der Text parodiert etwas das Schwäbische: „Der Schwab, der gern schwätzte“ sagt „Gang du zum Toten!“ und „Lug, mein Leiden-Gesell! Ich hab Geld; was hast denn du?“ „Heiland“ und „Herrgott“ meint vielleicht auch Jesus, der ja Tote heilt (Mk 5,35-43 , Joh 11 ). Der gleiche Anteil für den, der die Leber aß, passt zum Gleichnis von den Arbeitern im Weinberg (Mt 20,1–16 ).

## Herkunft
Bechstein nennt die Quelle, Montanus’ Wegkürzer. Dieselbe Quelle beschreibt auch Grimms Anmerkung zum ähnlichen Bruder Lustig. Vgl. Bechsteins Der Schmied von Jüterbog, Die drei Wünsche, zum Schwaben Das Märchen von den sieben Schwaben.
Stefan Neuhaus erkennt Bechsteins bürgerliches Konzept darin, wie der Held sich gar gegen Gott behauptet, was freilich durch Witz und Betonung von Gottes Milde kompensiert werden muss.